# هكتور غونزاليس
هكتور أوغوستو غونزاليس غوزمان (بالإسبانية: Héctor Augusto Gonzalez Guzmán) (مواليد 11 أبريل 1977 في بلدية باروتا) لاعب كرة قدم فنزويلي دولي يجيد اللعب في خط الوسط . يلعب حاليا لصالح نادي ألكي لارنكاالقبرصي من سنة 2010 .

## روابط خارجية
- هكتور غونزاليس على موقع الاتحاد الدولي (مؤرشف)  (الإنجليزية)
- هكتور غونزاليس على موقع قاعدة بيانات كرة القدم.إي يو (الإنجليزية)
- هكتور غونزاليس على موقع ناشيونال فوتبول تيمز (الإنجليزية)